# Jeanette Macari

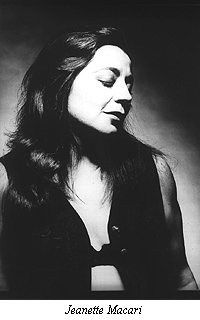
En el año 2002

Jeanette Macari Graniel (Ciudad de México, 12 de noviembre de 1958) es una cantante y actriz mexicana. Cultiva un género que incluye tanto la vertiente académica, con interpretaciones de la canción renacentista, clásica, romántica y contemporánea, como la ópera, así como la vertiente ligera y popular, con el music-hall y el cabaret. Es hermana del músico y compositor Eblen Macari.

## Datos biográficos
Su primera actividad musical profesional fue la de formar, con su hermano Eblen, el dueto Ars Nova. Poco después, estudió en el Conservatorio Nacional de Música, de México, con el maestro Leszec Zawadka, entre otros. Posteriormente, pasó a la Guildhall School of Music and Drama, de Londres.

### Ópera
Macari debutó en el Palacio de las Bellas Artes, de la Ciudad de México, en 1985, interpretando la Carmen de la ópera homónima. En 1991, formó parte del elenco estable de la Compañía Nacional de Ópera. Ha cantado los roles de Suzuki, de Madama Butterfly, de Giacomo Puccini; de la abuela de La vida breve, de Manuel de Falla, y de la Marthe del Fausto, de François Gounod, bajo la dirección de directores de ópera mexicanos como Enrique Patrón de Rueda, Fernando Lozano o Enrique Diemecke. Grabó la ópera de cámara La sunamita, de Marcela Rodríguez, en 1991.[cita requerida]

### Cabaret
En la línea del cabaret, ha protagonizado numerosos espectáculos, que ella misma escribe y produce: Happy days?, de 1982; Hojas secas, de 1988; Flor del vicio, de 1990; Aufwiedersehen Bataclán, del 2000, y Las que me sé, del 2004, que, con algunas variantes, ha continuado presentando, y también Viva el tango, del 2007.

## Discografía
Su producción discográfica incluye Se remata un chiffonier, de 1992; Mexican divas, de 1999; Aires, del 2000, o Las que me sé, sobre su espectáculo homónimo, del 2004.[cita requerida]